# Ferrovia dell'Alentejo
La ferrovia di Alentejo (in portoghese, Linha do Alentejo) è una linea ferroviaria che collega Barreiro e Funcheira, in Portogallo. La denominazione è nata nel 1992 e definisce la tratta Barreiro-Beja-Funcheira della ferrovia del Sud (Caminho de Ferro do Sul) il cui primo tratto, tra Barreiro e Bombel venne aperto al traffico nel 1857.

## Storia

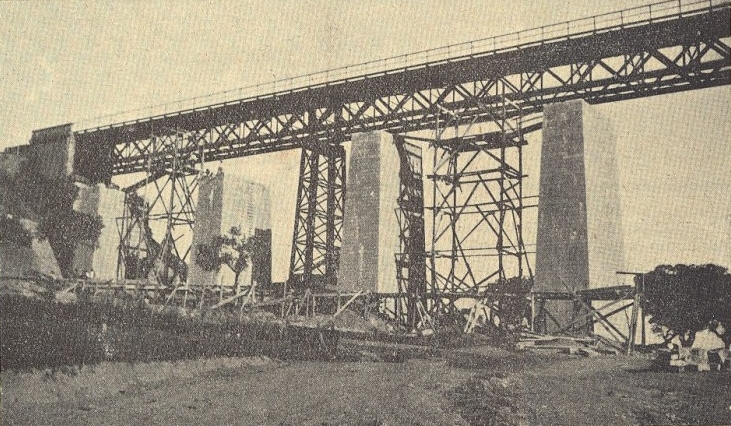
Costruzione del nuovo ponte di Quinta Nova, sul fiume Sado (anni trenta del XX secolo)

I primi progetti di costruzione di un collegamento ferroviario tra la Penisola di Setúbal e la regione di Alentejo risalgono alla metà del XIX secolo; allo scopo nacquero le società, Companhia Nacional dos Caminhos de Ferro ao Sul do Tejo per il tratto Barreiro-Vendas Novas e Companhia dos Caminhos de Ferro do Sul e Sueste, per la realizzazione della linea per Beja ed Évora. Il primo tratto, Barreiro-Bombel entrò in funzione il 15 giugno 1857 giungendo a Beja il 15 febbraio 1864. La ferrovia giunse a Casével il 20 dicembre 1870, alla stazione di Amoreiras-Odemira il 3 giugno 1888 e a Faro il 1º luglio 1889.
Il collegamento tra Barreiro, Beja e Tunes agli inizi del XX secolo era denominato Linha do Sul.
La Linha do Alentejo fu ufficialmente istituita con il decreto legge 140/92, del 20 giugno 1992, utilizzando il tracciato tra le stazioni di Barreiro (Sul e Sueste) e Funcheira, passante per Pinhal Novo e Vendas Novas. Il decreto 140/92 modificò profondamente la struttura dei collegamenti ferroviari del Sud del Portogallo; stabilì come inizio della Linha do Sul il chilometro 10,5 della Linea di Cintura e il termine nella stazione di Tunes passando per Pinhal Novo e Setúbal. Il tronco Vila Real de Santo António e Lagos venne ridenominato Linha do Algarve.

## Caratteristiche e servizi della linea
| Head station |

| Unknown route-map component "WASSERl" + Unknown route-map component "uexSTR+r" | Transverse water + Unknown route-map component "SHI1r" + Pier | Transverse water |

| Unknown route-map component "uexXBHF-L" + Unknown route-map component "HUBrg-R" | Unknown route-map component "vBHF-exKBHFa" + Unknown route-map component "HUBlg-L" |  |

| Unused straight waterway + Unknown route-map component "HUB-R" | Unknown route-map component "vSTR-exHST" + Unknown route-map component "HUB-L" |  |

| Unknown route-map component "exSHI3l" + Unused urban continuation forward + Unknown route-map component "HUBlf-R" | Unknown route-map component "exvSHI3+r-" + Unknown route-map component "xvÜSTlxr" + Unknown route-map component "HUBtr-4" |  |

| Unknown route-map component "exSTRc2" | Unknown route-map component "exvSTR3-" + Unknown route-map component "vSTR-DST" + Unknown route-map component "HUBtl" | Unknown route-map component "exKXBHFa-R" + Unknown route-map component "lDST" + Unknown route-map component "HUBeq" |

| Unknown route-map component "exSTR+1" | Unknown route-map component "vSTR-eSHI3g+l" + Unknown route-map component "exSTRc4" + Unknown route-map component "HUB" | Unknown route-map component "exSHI3r" |

| Unknown route-map component "exSTR" | Unknown route-map component "vSTR-ABZgl" + Unknown route-map component "HUB" | Unknown route-map component "CONTfq" |

| Unknown route-map component "exSTR" | Unknown route-map component "vSTR-ABZgl" + Unknown route-map component "HUBe" | Unknown route-map component "CONTfq" |

| Unknown route-map component "exSTR" | Unknown route-map component "exlvBHF-" + Unknown route-map component "vHST-STR" |  |

| Unknown route-map component "exHST" | Unknown route-map component "vSTR" |  |

| Unknown route-map component "exSTR2" | Unknown route-map component "SPLe" + Unknown route-map component "exSTRc3" |  |

| Unknown route-map component "exSTRc1" | Unknown route-map component "eABZg+4" |  |

|  | Unknown route-map component "eABZgl+l" | Unknown route-map component "exCONTfq" |

| Unknown route-map component "uexXBHF-L" | Unknown route-map component "XBHF-R" |  |

| Unknown route-map component "uexXBHF-L" | Unknown route-map component "XPLTeq" + Stop on track |  |

| Unknown route-map component "uexXBHF-L" | Unknown route-map component "XBHF-R" + Unknown route-map component "HSTeBHF" |  |

| Unknown route-map component "uexXBHF-L" | Unknown route-map component "XBHF-R" |  |

| Stop on track |

| Unknown route-map component "CONTgq" | Unknown route-map component "ABZg+r" |  |

|  | Unknown route-map component "eABZg+l" | Unknown route-map component "exCONTfq" |

| Station on track |

| Unknown route-map component "CONTgq" | Unknown route-map component "ABZgr" |  |

| Unknown route-map component "eHST" |

| Unknown route-map component "eHST" |

| Unknown route-map component "CONTgq" | Junction both to and from right |  |

| Station on track |

| Unknown route-map component "eHST" |

| Unknown route-map component "eHST" |

|  | Unknown route-map component "ABZg+l" | Unknown route-map component "KDSTeq" |

| Station on track |

| Stop on track |

| Unknown route-map component "eBHF" |

| Unknown route-map component "d" | Unknown route-map component "vSHI2gl-" |

|  | Unknown route-map component "d" + Straight track | Unknown route-map component "ABZl+l" | Unknown route-map component "dCONTfq" |

| Unknown route-map component "d" | Unknown route-map component "vSHI2g+l-" + Unknown route-map component "lvBHF@G" |

| Unknown route-map component "KDSTaq" | Unknown route-map component "ABZgr" |  |

| Unknown route-map component "eHST" |

| Unknown route-map component "eBHF" |

|  | Unknown route-map component "eABZgl" | Unknown route-map component "exCONTfq" |

| Unknown route-map component "eHST" |

| Station on track |

|  | Unknown route-map component "eABZgl" | Unknown route-map component "exCONTfq" |

|  | Unknown route-map component "ABZgl" | Unknown route-map component "CONTfq" |

| Unknown route-map component "HSTeBHF" |

| Unknown route-map component "eHST" |

| Station on track |

| Unknown route-map component "HSTeBHF" |

| Station on track |

| Unknown route-map component "eHST" |

| Unknown route-map component "exCONTgq" | Unknown route-map component "eABZgr" |  |

| Unknown route-map component "v-SHI2gr" | Unknown route-map component "d" |

| Unknown route-map component "vKDSTe-STR" | Unknown route-map component "d" |

| Unknown route-map component "exSTR+l" | Unknown route-map component "eABZg+r" |  |

| Unknown route-map component "exSPLa" | Straight track |  |

| Unknown route-map component "exvSTR-DST" | Straight track |  |

| Unknown route-map component "exSPLe" | Straight track |  |

| Unknown route-map component "exSPLa" | Straight track |  |

| Unknown route-map component "exvKDSTe-STR" | Straight track |  |

| Unknown route-map component "exv-SHI2gr" | Straight track |  |

| Unknown route-map component "exvKDSTe-STR" | Straight track |  |

| Unknown route-map component "exSHI1+l" | Straight track |  |

| Unknown route-map component "exHST" | Straight track |  |

| Unknown route-map component "exSTR" | Unknown route-map component "KBHFxe" |  |

| Unknown route-map component "exSTR" | Unknown route-map component "exABZgl" | Unknown route-map component "exCONTfq" |

| Unknown route-map component "exSTR" | Unknown route-map component "exHST" |  |

| Unknown route-map component "exLSTR" | Unknown route-map component "exSTR" |  |

| Unknown route-map component "exKRWl" | Unknown route-map component "exKRW+r" + Unknown route-map component "exABZgl" | Unknown route-map component "exKDSTeq" |

| Unknown route-map component "exBHF" |

| Unknown route-map component "exKBSTa" | Unknown route-map component "exHST" |  |

| Unknown route-map component "exCONTf" | Unknown route-map component "exSTR" |  |

| Unknown route-map component "exBHF" |

| Unknown route-map component "exCONTgq" | Unknown route-map component "exABZgr" |  |

| Unknown route-map component "exHST" |

|  | Unknown route-map component "xABZg+l" | Unknown route-map component "CONTfq" |

|  | Unknown route-map component "eBHF" |

| Unknown route-map component "eHST" |

|  | Unknown route-map component "hKRZWae" | Unknown route-map component "exhKRZWae" |

| Unknown route-map component "v-SHI2gr" | Unknown route-map component "d" |

| Unknown route-map component "dCONTgq" | Unknown route-map component "d" + Unknown route-map component "ABZr+r" | Straight track |  |

| Unknown route-map component "v-SHI2g+r" + Unknown route-map component "lvBHF@G" | Unknown route-map component "d" |

|  | Unknown route-map component "eABZgl" | Unknown route-map component "exCONTfq" |

| Unknown route-map component "CONTgq" | One way rightward |  |

### Servizi passeggeri
Sin dal 1960 esisteva sulla linea un servizio di automotrici tra Barreiro e Sines.
Nel 1992 vennero istituiti collegamenti suburbani tra le stazioni di Barreiro e Praias-Sado, con convogli trainati da locomotive del gruppo CP 1520. 
Vennero messi in opera anche treni regionali trainati da locomotive gruppo CP 1200.
I servizi regionali di Comboios de Portugal tra Beja e Funcheira furono soppressi il 1º gennaio 2012, motivando il provvedimento "per bassa frequentazione".

### Servizi merci
La linea di Alentejo, sin dalle origini, è stata importante per il trasporto di minerali, di granaglie e di cereali.
Dal 1991, in seguito all'entrata in esercizio della diramazione di Neves-Corvo, la linea di Alentejo iniziò ad essere utilizzata per il passaggio dei treni provenienti dalla miniera di Neves-Corvo con destinazione Praias-Sado. Dal 1992 ebbero inizio i trasporti di carbone tra il porto di Sines e la Centrale di Pego il cui percorso interessava il tratto tra le stazioni di Poceirão e Bombel.

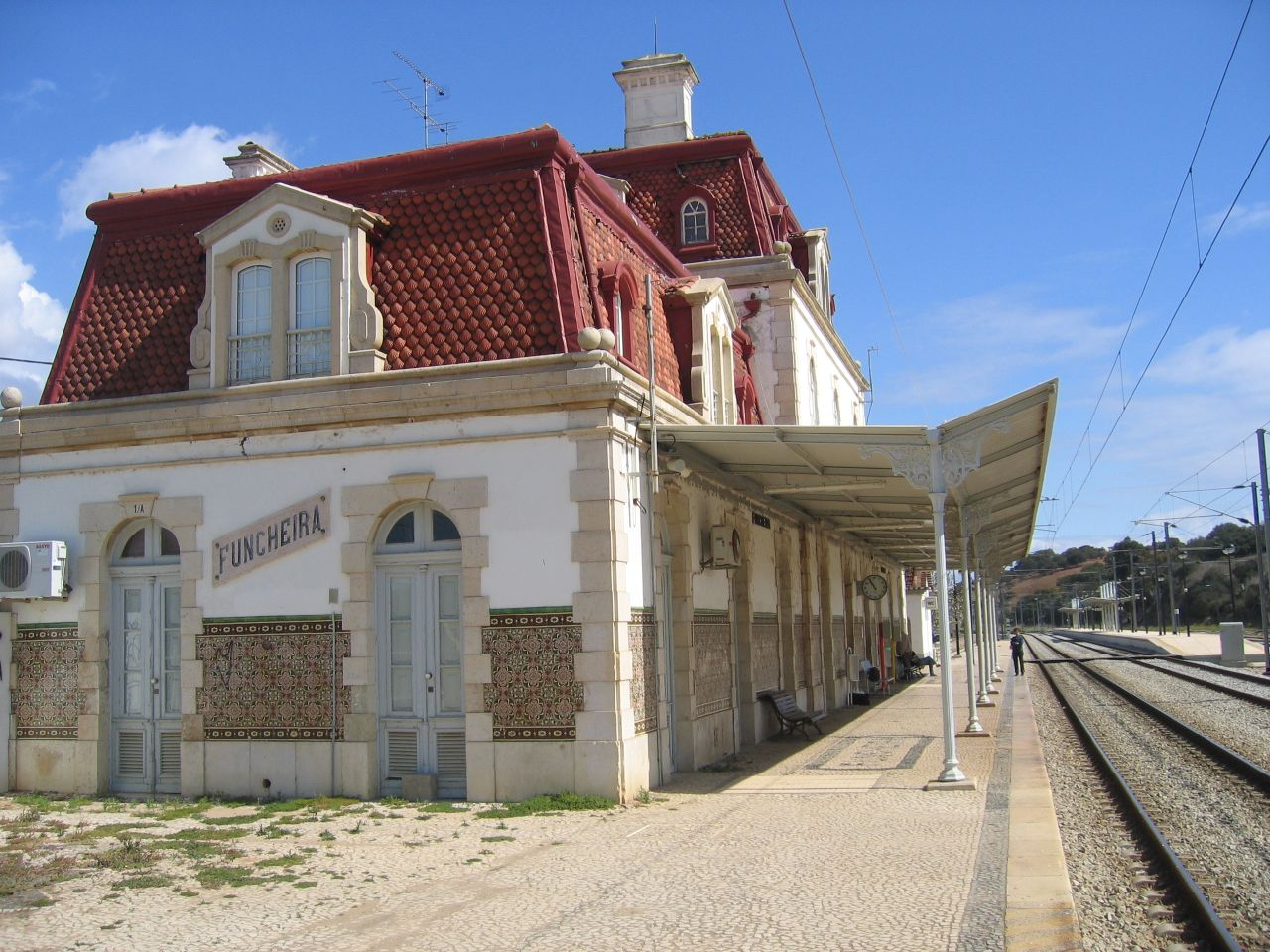
Stazione di Funcheira